# Chiasmoneura concinna
Chiasmoneura concinna är en tvåvingeart som beskrevs av Loïc Matile 1990. Chiasmoneura concinna ingår i släktet Chiasmoneura och familjen platthornsmyggor. Inga underarter finns listade i Catalogue of Life.